# Musée d'Art ancien et nouveau
Le musée d'Art ancien et nouveau (anglais : Museum of Old and New Art), abrégé MONA, est un musée d'art contemporain créé et financé par David Walsh. Il est situé à Hobart en Tasmanie. Il a ouvert le 21 janvier 2011. Il remplace le Moorilla Museum of Antiquities, ouvert en 2001. Il a été conçu par le cabinet d'architecture Fender Katsalidis Architects.
Les conservateurs du MONA sont Nicole Durling pour l'art contemporain australien et Olivier Varenne pour l'art moderne et contemporain international.[source insuffisante]

## Histoire
Le précurseur du MONA, le Musée des Antiquités de Moorilla, est fondé en 2001 par le milliardaire tasmanien David Walsh. Il ferme en 2007 pour subir des rénovations à hauteur de 75 millions de dollars.
Le nouveau musée est officiellement inauguré le 21 janvier 2011, coïncidant avec le troisième festival MOFO. La soirée d'ouverture de l'après-midi est suivie par 1 350 invités. 2 500 membres du public sont sélectionnés par tirage au sort pour l'événement du soir qui comprend des spectacles de The DC3, True Live, The Scientists of Modern Music, Wire, Health et The Cruel Sea.

### Architecture

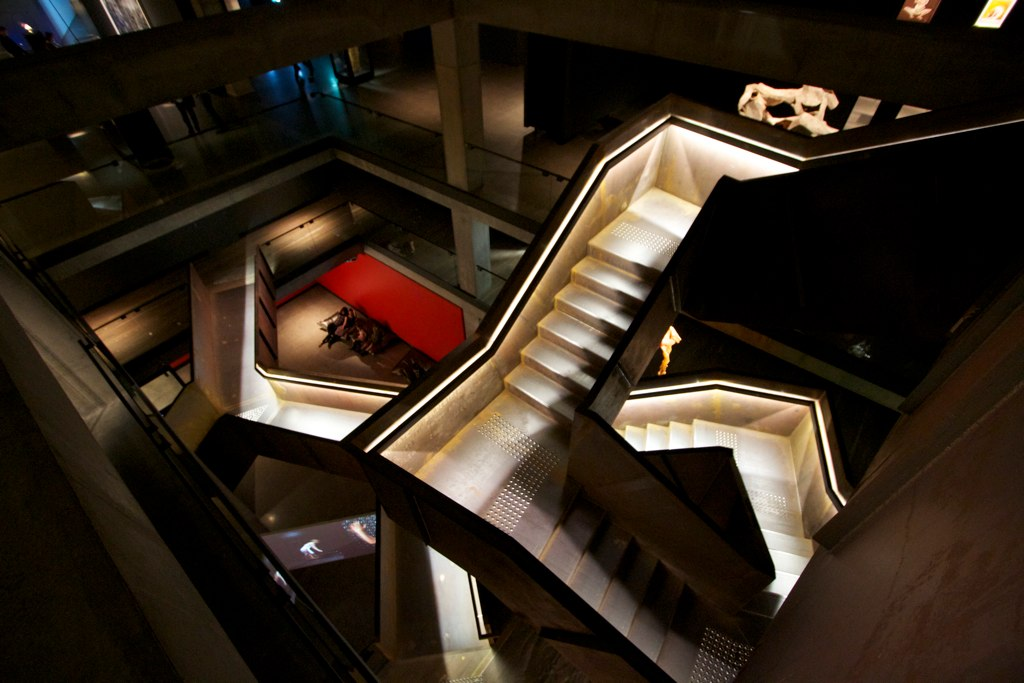
Escaliers à l'intérieur du musée.

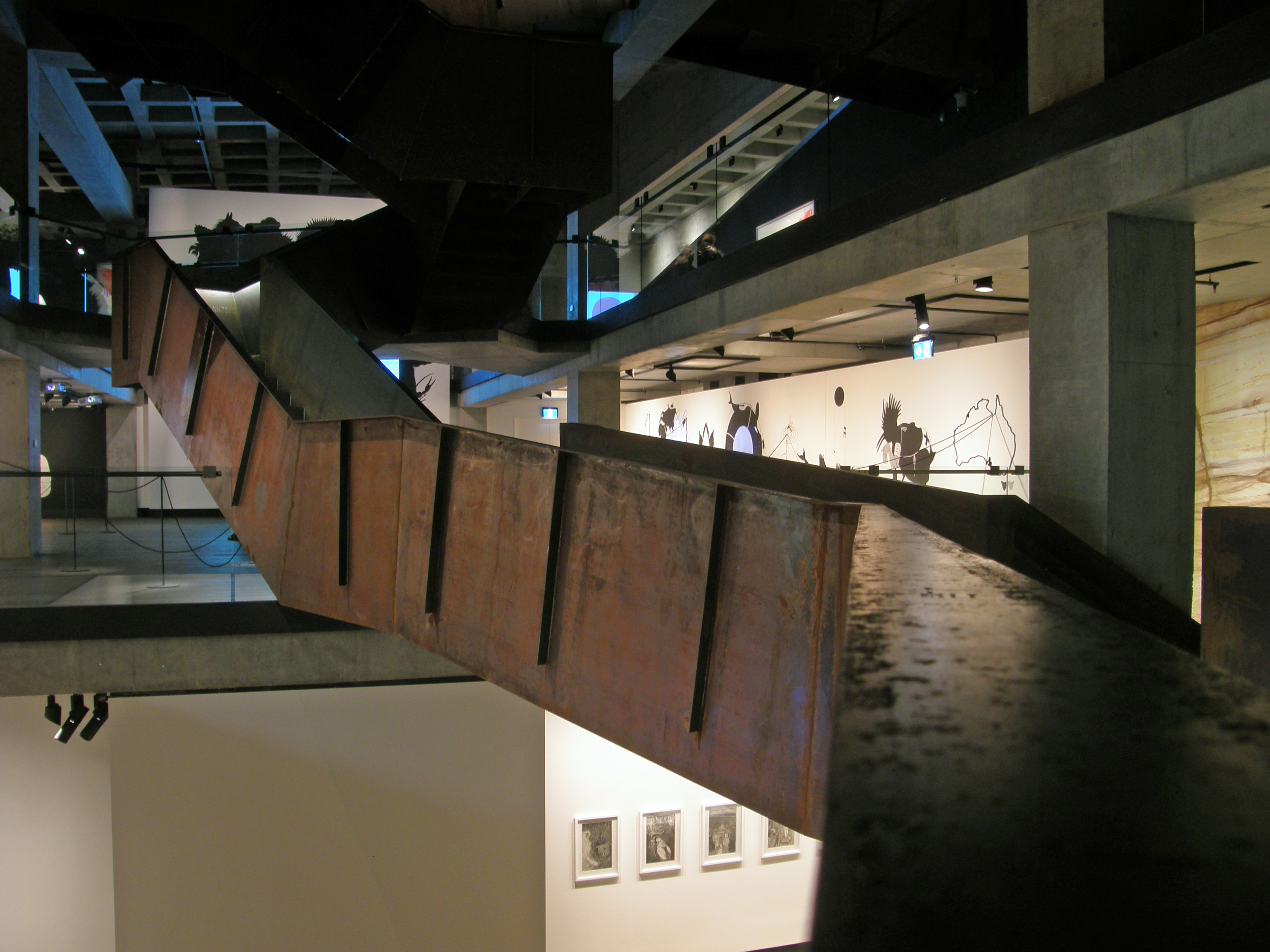
Vue intérieure du musée.

Le bâtiment de plain-pied du MONA apparaît au niveau de la rue comme surplombé par ses environs, mais son intérieur possède un escalier en colimaçon qui mène à trois niveaux plus vastes d'espaces d'exposition labyrinthiques construits sur le flanc des falaises autour de la péninsule de Berriedale,. La décision de la construction en grande partie souterraine a été prise, selon Walsh, pour préserver le cadre patrimonial des deux maisons de Roy Grounds situées sur la propriété. Walsh a également dit qu'il voulait un bâtiment qui « pourrait se faufiler sur les visiteurs plutôt que de diffuser sa présence ... "un sentiment de danger" qui animerait l'expérience de l'art ».
La plupart des visiteurs arrivent en traversant par ferry la rivière Derwent.
Le bâtiment ne possède aucune fenêtre et l'atmosphère est intentionnellement sinistre. En entrant dans le musée, les visiteurs descendent une « volée d'escaliers apparemment sans fin », une expérience qu'un critique a comparé à «la descente dans Pétra ». Pour voir l'art, le visiteur doit remonter vers la surface, une trajectoire contrastant avec la spirale descendante que suivent de nombreux visiteurs au Musée Guggenheim de New York.
L 'architecture de Katsalidis pour le musée a été saluée non seulement pour remplir son rôle de vitrine pour une collection, mais aussi comme un succès à mesure qu'il « se déploie et se magnifie en une expérience ... on a le sentiment que le travail, l'éclairage, l'espace et la matérialité ont été chorégraphiés avec subtilité et habileté en un tout singulier, si profondément idiosyncratique. »

## Expositions

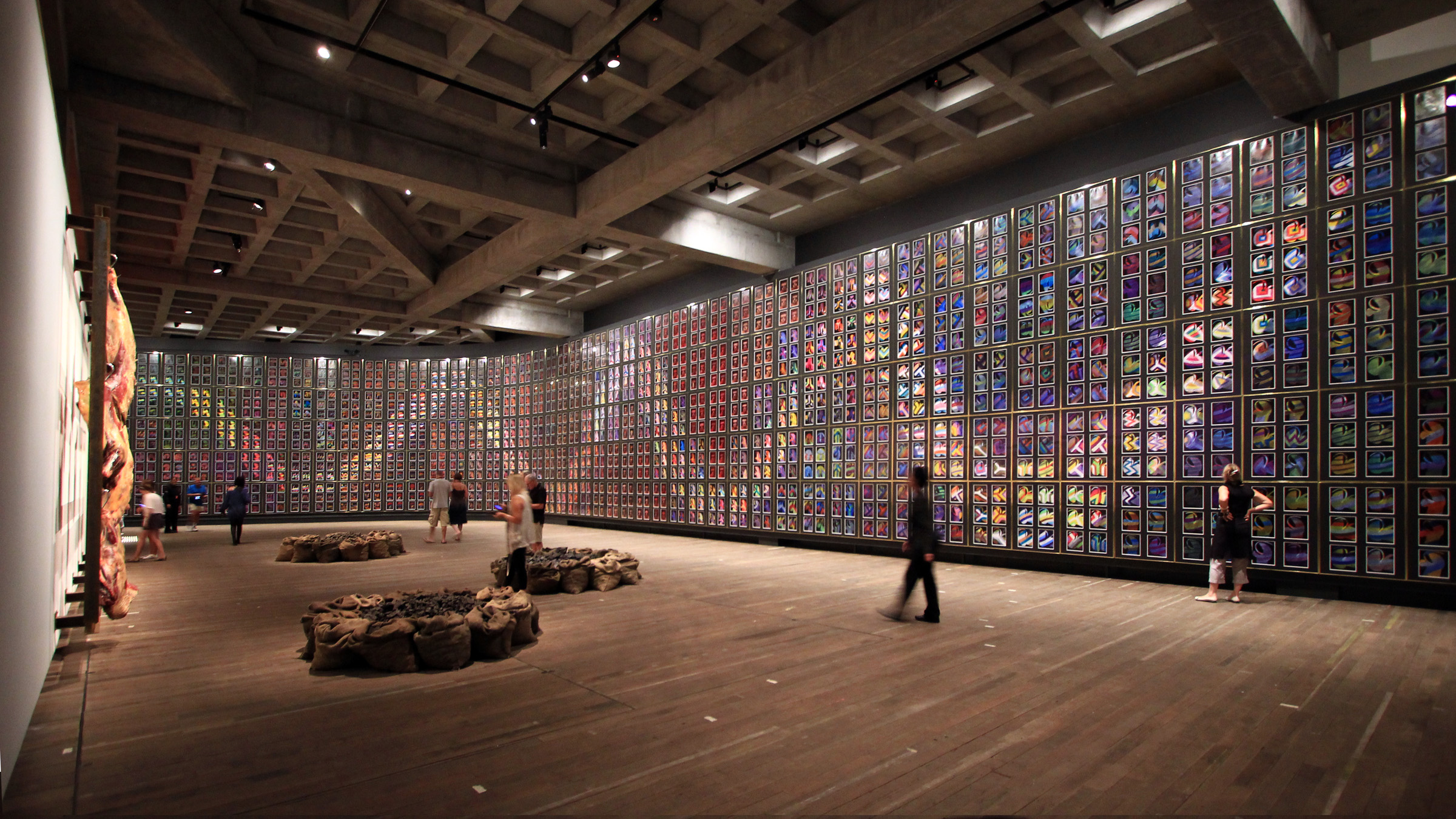
Le musée a été construit pour accueillir Snake de Sidney Nolan, une peinture murale géante d'un serpent arc-en-ciel faite de 1620 peintures.

Le musée abrite plus de 400 œuvres de la collection privée de David Walsh. Parmi les œuvres remarquables de son exposition inaugurale Monanism, on peut citer :
- Snake de Sidney Nolan, présenté publiquement pour la première fois en Australie ;
- Cloaca Professional de Wim Delvoye, une machine qui transforme les aliments en excréments ;
- On the road to heaven the highway to hell (Sur le chemin du paradis l'autoroute de l'enfer) de Stephen Shanabrook, les restes d'un kamikaze coulé dans du chocolat noir ;
- The Holy Virgin Mary (La Sainte Vierge Marie) de Chris Ofili.

Le MONA accueille le festival en plein air MOFO, et en hiver le Dark Mofo, avec de nombreuses expositions d'art ouvertes au public dans un cadre de fête foraine avec restauration, musique et divertissements. En 2014 les concerts prévus incluent Stribog, Psycroptic, Chris Thile et The Julie Ruin.
Michael Connor, du magazine littéraire et culturel conservateur Quadrant, déclare en 2011 que « MONA est l'art de l'épuisement, d'une civilisation en déclin. Les lumières, les goûts et les effets stupéfiants illuminent la faillite morale. Ce qui est mis en valeur se marie parfaitement avec la haute couture contemporaine, le design, l'architecture, le cinéma. C'est une décadence coûteuse et intense. »
En 2012, Richard Dorment, critique d'art pour le journal britannique The Daily Telegraph , déclare que Walsh « ne collectionne pas de noms célèbres, son indifférence à la mode est l'un des points forts de la collection. Il aime l'art ludique, qui capte l'attention, qui réserve une mauvaise surprise à la fin ou qui provoque comme un coup de poing dans le plexus solaire. »